# Hollands classicisme

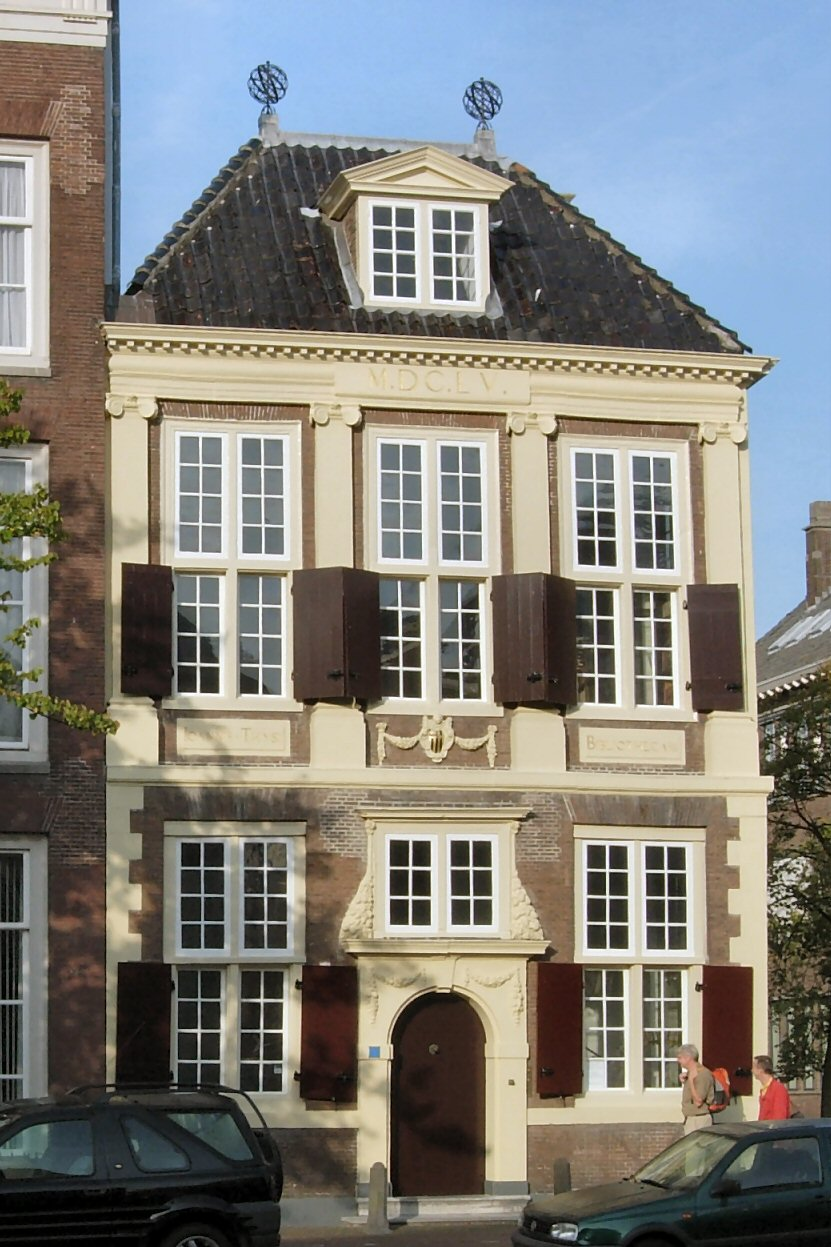
Bibliotheca Thysiana te Leiden, door Arent van 's-Gravesande

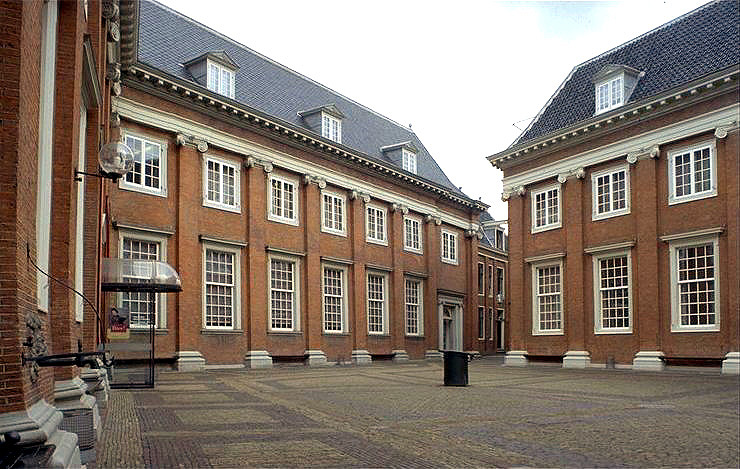
Een van de eerste toepassingen van de kolossale orde in Nederland: de Meisjesbinnenplaats van het voormalige Amsterdamse Burgerweeshuis

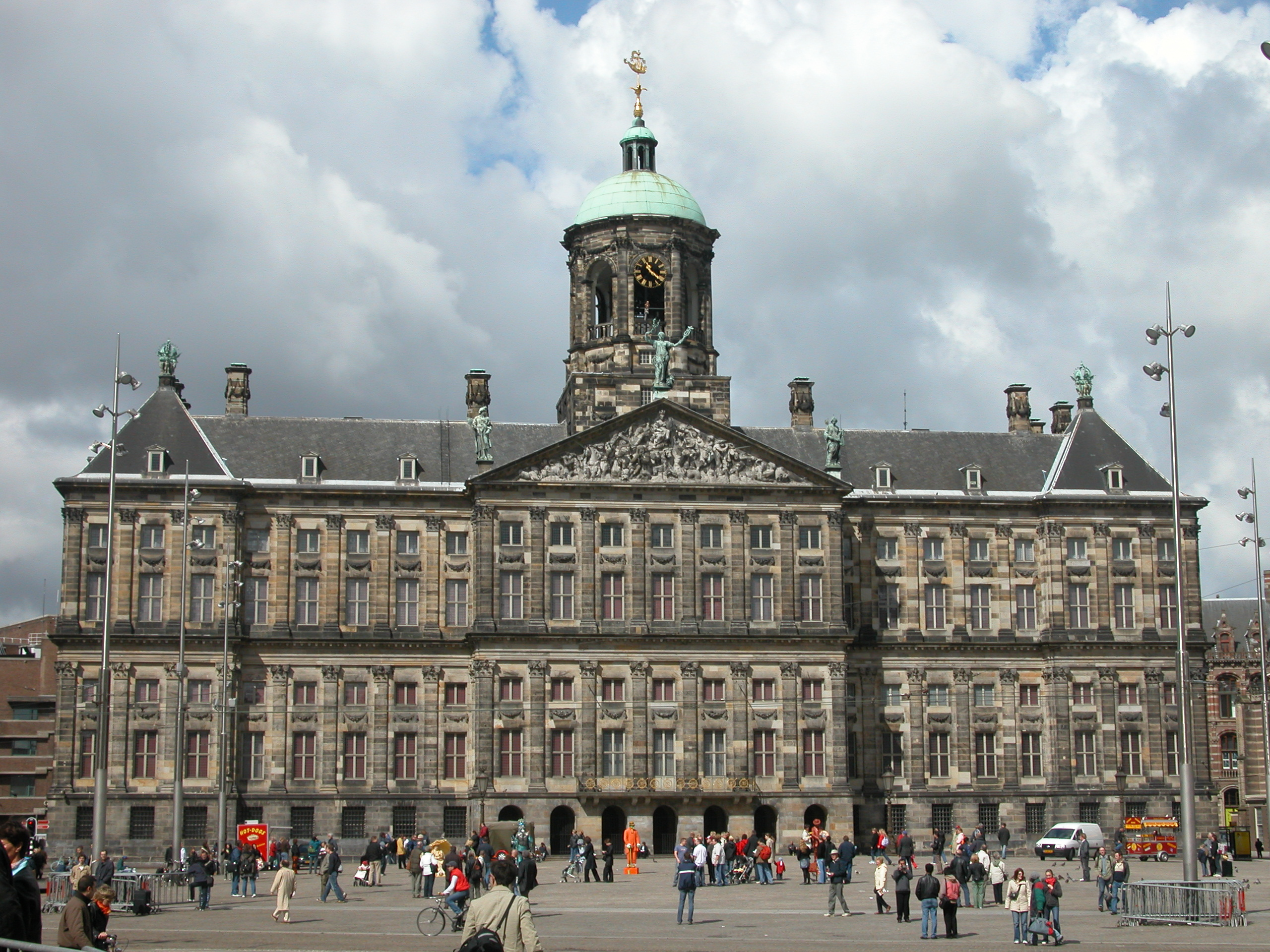
Paleis op de Dam te Amsterdam, door Jacob van Campen

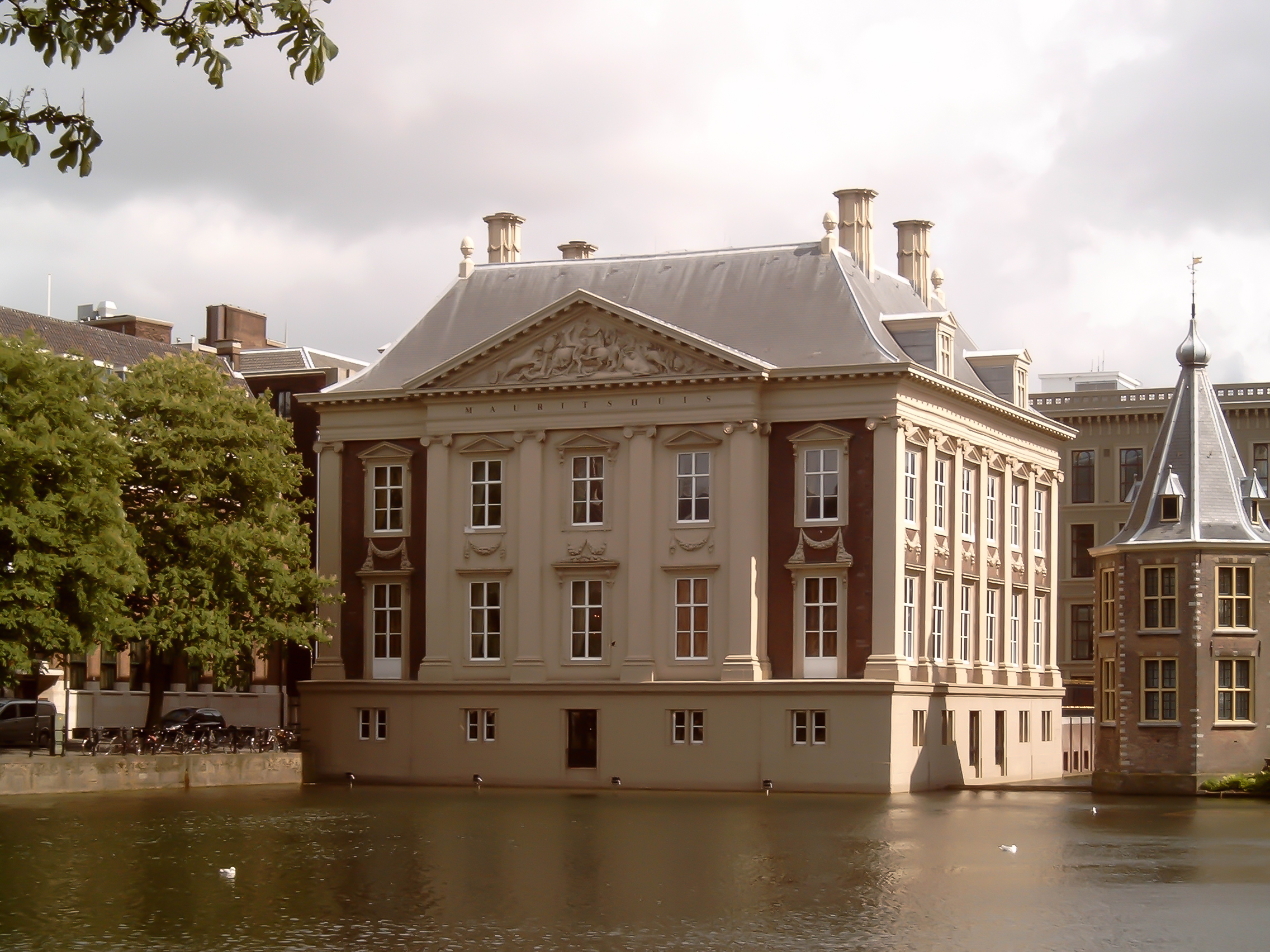
Mauritshuis te Den Haag, door Jacob van Campen en Pieter Post

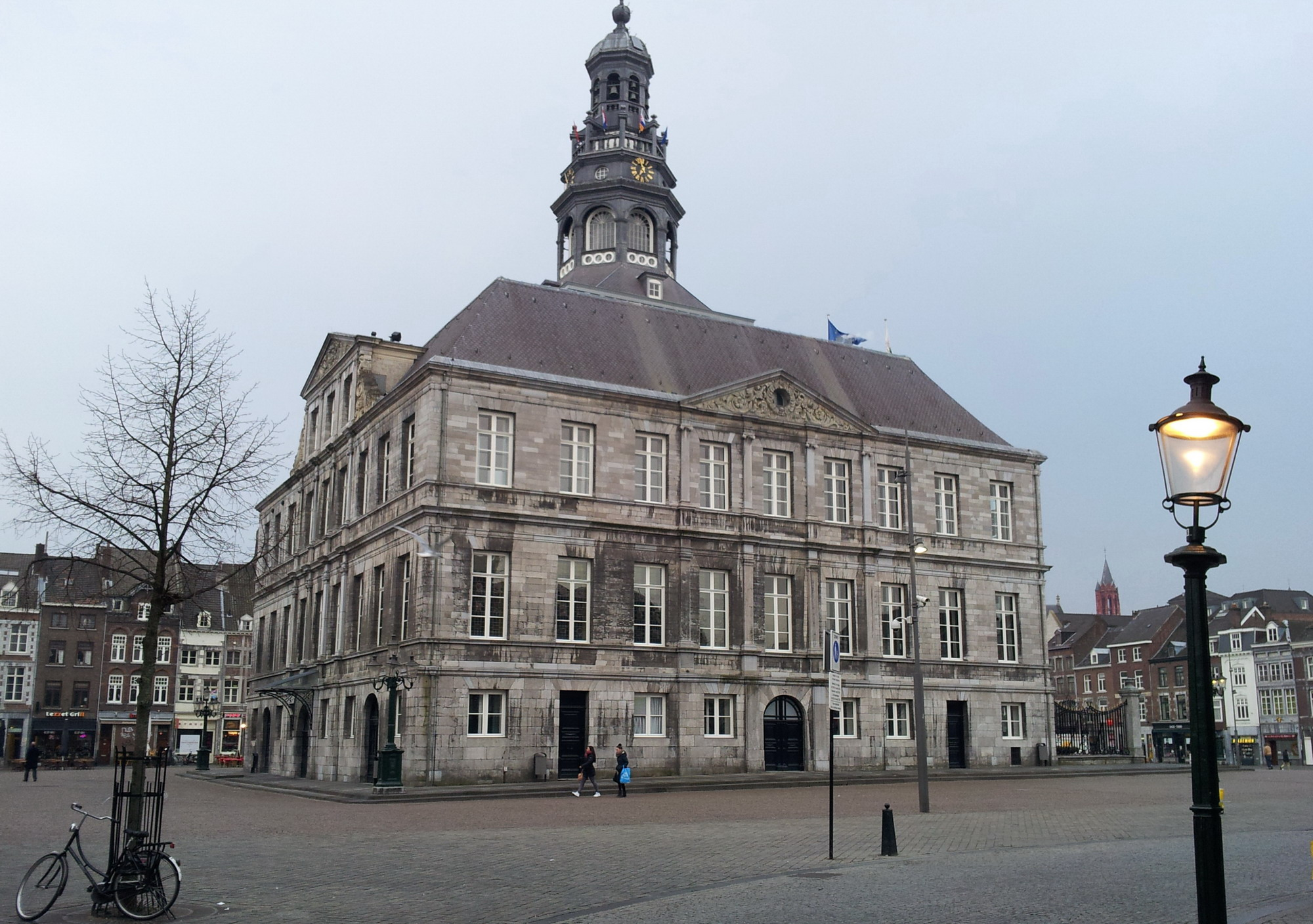
Stadhuis van Maastricht, door Pieter Post

Het Hollands classicisme was de belangrijkste bouwstijl in de Republiek der Zeven Verenigde Nederlanden in de zeventiende eeuw. De bloeiperiode van deze regionale variant van het classicisme lag tussen ongeveer 1625 en 1665. De voornaamste architecten waren Jacob van Campen (1595-1657) en Pieter Post (1608-1669). Een late, versoberde variant van het Hollands classicisme is de Strakke stijl.

## Architectuur
In het Hollands classicisme, incorrect ook wel classicistische barok genoemd, wordt afgerekend met de maniëristische wijze van bouwen in de traditie van Hendrick de Keyser. Op strenge wijze wordt het klassieke "ordenboek" nageleefd, waarin de afmetingen, proporties en opeenvolging van de vijf bouwkunstorden (Toscaanse, Dorische, Ionische, Korinthische en composiet-orde) worden beschreven. Een belangrijke inspiratiebron zijn de voorbeelden van Andrea Palladio (1508-1580) en Vincenzo Scamozzi (1548-1616) in Noord-Italië.
Uit historisch onderzoek is gebleken dat de groeiende rijkdom van de heersende elite van de Republiek ten grondslag lag aan een nieuwe, deftiger levensstijl. Deze uitte zich in een ingetogen en afstandelijke, maar tegelijkertijd imposante architectuur. Het belangrijkste voorbeeld van het Hollands classicisme in Amsterdam is tevens het belangrijkste gebouw van de stad: het voormalig stadhuis op de Dam, thans Paleis, van Jacob van Campen (gebouwd in 1648/55).
Belangrijke voorbeelden van het Hollands classicisme vinden we vooral bij het dubbele huis (50–60 voet breed). Deze voorbeelden zijn bijna allemaal van Philips Vingboons, een enkele van zijn broer Justus Vingboons (1620–1698). Bij het enkele huis (25–30 voet) is de toepassing van de classicistische vormen problematisch, omdat zuilen- en pilasterstellingen een behoorlijke breedte nodig hebben om tot hun recht te komen. Philips Vingboons reduceerde de trapgevel tot een halsgevel om de classicistische vormen bij het enkele huis beter tot zijn recht te laten komen, ook al blijkt het meestal niet mogelijk de maten van de pilasters overeen te laten komen met die in de zuilenboeken.
Op twee afwijkende manieren werden deze voorbeelden nagevolgd:
- pilastergevels en
- halsgevels met mens- of dierfiguren in de ornamenten maar verder geheel in Vingboons-stijl.

Na 1665 neemt het gebruik van de pilastergevel sterk af. In de periode ±1665–±1700 wordt de "strakke stijl" toegepast, de laatste fase van het Hollands classicisme. In deze sterk versoberde vorm van classicisme komen pilasters niet meer voor (of hoogstens in de deuromlijsting). Strengheid en voornaamheid wordt verkregen door een strak ritme van de gevelonderdelen: strakke kale vlakken, scherp uitgesneden vensteropeningen. De enige decoratie is te vinden in de ingangspartij of de middelste travee en boven de kroonlijst. De middenas wordt belangrijk, ook in het interieur. De belangrijke bouwmeester in die periode is Adriaan Dortsman (1636–1682), maar de wegbereider was Philips Vingboons, die al in 1638 een pilasterloze gevel bouwde. Ook Vingboons ging rond 1665 mee met de veranderende mode. Na 1670 neemt een jongere generatie bouwmeesters de nieuwe soberheid over. De belangrijkste bouwmeesters zijn Adriaan Dortsman en Elias Bouman. De strakke stijl wordt vooral toegepast bij grote herenhuizen, maar de smalle gevel wordt er ook door beïnvloed: de halsgevel krijgt een vlakke gevel zonder pilasters. De enige versieringen zijn te vinden aan de top.

## Architecten
Jacob van Campen (1586-1657)
- Coymanshuis, Amsterdam, 1625
- Huis ten Bosch, Maarssen, 1628
- Mauritshuis, Den Haag, 1633 (met medewerking van Pieter Post)
- Huygenshuis, Den Haag, 1634-1637 (met Constantijn Huygens; gesloopt in 1876)
- Paleis Noordeinde, Den Haag, 1640
- Hofwijck, Voorburg, 1642
- Stadhuis van Amsterdam, 1648-1665 (voltooid door Daniël Stalpaert)

Salomon de Bray (1597-1664)
- Zijlpoort, Haarlem, 1627-1628 (gesloopt in 1824)
- Huis te Warmond, 1629 (verbouwing)
- Stadhuis van Haarlem, 1630-33 (verbouwing)

Willem de Keyser (1603-na 1674)
- Crackstate, Heerenveen, 1647-1648

Philips Vingboons (circa 1607-1678)
- Singel 548 'Huis Huydecoper', 1639-1642 (verwoest in 1943)
- Het Poppenhuis, Amsterdam, 1642
- Nieuwe Toren, Kampen, 1649

Pieter Post (1608-1669)
- Huis ten Bosch, Den Haag, 1645-1652 (decoratieprogramma ontworpen door Jacob van Campen)
- De Onbeschaamde, Dordrecht, 1650-1654
- Statenzaal van Holland, Binnenhof, Den Haag, 1652-1665
- Waag, Leiden, 1657
- Stadhuis van Maastricht, 1659-1664 (gewijzigd uitgevoerd)
- Kruithuis, Delft, 1660
- Waag, Gouda, 1668

Arent van 's-Gravesande (circa 1610-1662)
- Sint Sebastiaansdoelen, Den Haag, 1636
- Raadhuis van Middelharnis, 1639
- Lakenhal, Leiden, 1642
- Oostkerk, Middelburg, 1647-1767
- Toren van de Groote Kerk, Maassluis, 1648-1650
- Huis van Leyden, Leiden, ± 1650
- Dorpskerk, Leidschendam, 1652-1654 (herbouwd 1696)
- Bibliotheca Thysiana, Leiden, 1655

Daniël Stalpaert (1615-1676)
- 's Lands Zeemagazijn, Amsterdam, 1655-1656
- Amstelkerk, Amsterdam, 1668-1670

Justus Vingboons (circa 1620-circa 1698)
- Trippenhuis, Amsterdam, 1660-1662

Adriaan Dortsman (1635-1682)
- Ronde Lutherse Kerk, Amsterdam, 1668-1671
- Oosterkerk, Amsterdam, 1669-1671 (met Daniël Stalpaert)

Elias Bouman (1636-1686)
- Portugees-Israëlietische Synagoge, Amsterdam (1670-75)

Jacobus Roman (1640-1716) (Strakke stijl)
- Slot Zeist, 1677-1686
- Paleis Het Loo, Apeldoorn, 1684 (hoofdgebouw)
- Stadhuis van Deventer, 1693 (voorgevel)
- De Voorst, Eefde, 1695-1700

Maurits Post (1645-1677)
- Paleis Soestdijk, Baarn, 1674-1678

Steven Vennecool (1657-1719)
- Stadhuis van Enkhuizen, 1686-1688
- Kasteel Middachten, 1694-1697 (verbouwing, met Jacobus Roman)

Andere voorbeelden
- Het Schielandshuis, Rotterdam, 1665
- Koornbeurs, Delft, 1650 (gebouwd als vleeshal)
- Hampoort, Grave, 1688
- Kasteel Amerongen, Amerongen, 1678

## Heropleving van het classicisme
Nadat de architectuur van de achttiende eeuw gedomineerd was geweest door de Franse Lodewijkstijlen (XIV, XV en XVI) ontstond er aan het eind van de eeuw opnieuw belangstelling voor het classicisme. In de meeste landen werd er teruggegrepen naar de architectuur van de oude Grieken en Romeinen (neoclassicisme). In Nederland echter werd interesse voor de bouwkunst van de oudheid gecombineerd met een opleving van het eigen 17e-eeuwse classicisme.
Het Nederlands (neo)classicisme uit het einde van de 18e en het begin van de 19e eeuw combineert beide stijlen. Zo ziet men bijvoorbeeld bij het stadhuis van Groningen de combinatie van een pilastergevel (typisch voor het Hollands classicisme) met een portiek met vrijstaande zuilen (typisch voor het Europees neoclassicisme).

## Schilderkunst
Ook in de schilderkunst uit de periode na 1625 is een typisch Hollands classicistische stroming waar te nemen. Zij treedt het duidelijkst naar voren in de historieschilderkunst uit die tijd. Bij de decoratie van overheidsgebouwen was het de meest gezochte stijl. Grote opdrachten waren de decoratie van de Oranjezaal in het Huis ten Bosch in Den Haag en het Stadhuis op de Dam in Amsterdam. Bekende schilders waren de Haarlemmers Salomon de Bray, Pieter de Grebber, Caesar van Everdingen en Jan de Bray, maar ook in andere steden zijn classicistische schilders werkzaam, zoals Gerard van Honthorst in zijn late jaren, Jan van Bijlert en Jan Gerritsz. van Bronchorst in Utrecht.